# Ampelophaga thomasi
Ampelophaga thomasi is een vlinder uit de familie van de pijlstaarten (Sphingidae). De wetenschappelijke naam van de soort werd in 1998 gepubliceerd door Jean-Marie Cadiou & Ian Kitching.